# Boxhagener Platz
Der Boxhagener Platz im Berliner Ortsteil Friedrichshain befindet sich zwischen der Grünberger Straße, der Krossener Straße, der Gärtnerstraße und der Gabriel-Max-Straße. Seinen Namen bekam er 1900 von dem Vorwerk Boxhagen, auf das die einen Häuserblock nördlich parallel zum Platz verlaufende Boxhagener Straße zulief. Vor 1900 trug der Platz die Bezeichnung Platz D. Die Anlage wurde 1903 fertiggestellt.
Der im Volksmund Boxi genannte Platz dient im Kiez als zentrale Erholungswiese, Treffpunkt, Kinderspielplatz und Marktplatz. Spürbar sind besonders die aufeinandertreffenden verschiedenen Lebensvorstellungen der unterschiedlichen im Quartier angesiedelten Bevölkerungsgruppen. Der Boxhagener Platz steht als Gartendenkmal unter Schutz.

## Einrichtungen

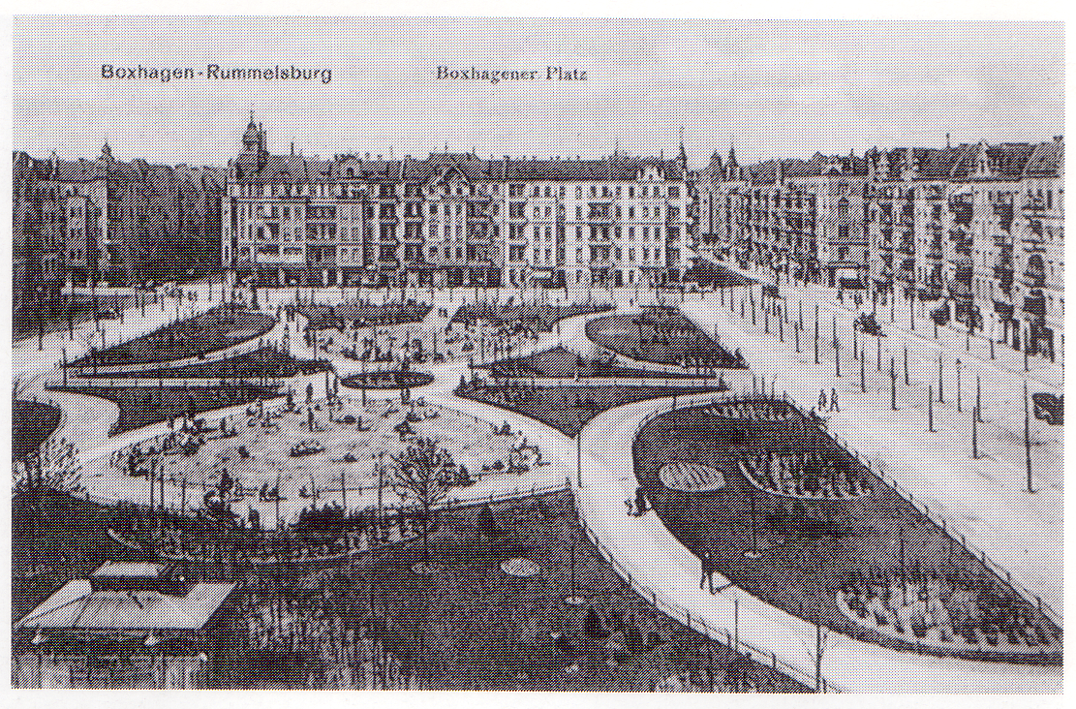
Boxhagener Platz, 1909

Auf der westlichen Hälfte des Platzes befindet sich ein Kinderspielplatz und ein 300 Quadratmeter großes Planschbecken. Dieses Becken mit seinen markanten Pinguine- und Entenplastiken wurden um 1925 nach den Plänen von Erwin Barth angelegt. Die östliche Hälfte des Platzes dominiert eine große Wiese. Im Herbst 2004 wurde der Boxhagener Platz umstrukturiert. Dabei entstand ein weiterer Zaun um die Grünfläche und auf dieser ein zusätzlicher kleiner Kinderspielplatz. Hunde dürfen seitdem nicht mehr in diesen Bereich. Von Dezember 2005 bis zum 22. Juni 2006 wurde der Spielplatz auf der westlichen Hälfte mit Gesamtkosten von 51.500 Euro überarbeitet und ein „multifunktionales Spielgerät“ im Wert von 18.000 Euro eingebaut.
Auf der östlichen Hälfte des Platzes befindet sich ein „Café Achteck“. Diese öffentliche Bedürfnisanstalt wurde nach Entwürfen des Stadtbaurates Carl Theodor Rospatt gegen Ende des 19. Jahrhunderts errichtet und ursprünglich nur für Männer vorgesehen. Sie ist eine von etwa 30 gleichartigen Einrichtungen, die in Berlin heute noch existieren. Das gusseiserne Häuschen wurde aus sieben grünlackierten und mit Ornamenten verzierten Wandsegmenten errichtet und bildet einen achteckigen Grundriss. Die Gaslaternen an seinen beiden Enden dienten als abendliche Beleuchtung und Schmuckelement. 1992 brannte das historische Toilettenhaus aus. Obwohl die einzige Friedrichshainer Einrichtung dieser Art 1995 saniert wurde, fehlte bislang noch die Beleuchtung. Das Häuschen wurde Ende der 1990er Jahre außen originalgetreu rekonstruiert, innen mit einer modernen Anlage ausgestattet und im Oktober 2000 wieder in Betrieb genommen.

## Sehenswürdigkeiten

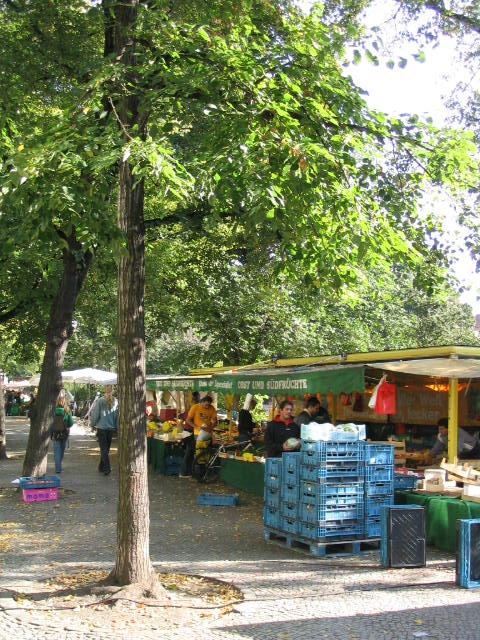
Wochenmarkt

Seit 1905 findet jeden Samstag ein Wochenmarkt statt, auf dem neben frischem Obst und Gemüse, Fleisch und Fisch und Backwaren auch Spezialitäten aus dem Ausland und der Region angeboten werden. Sonntags findet hier ein Trödelmarkt statt. Wegen Beschwerden der Anwohner wurde er 2004 von den Behörden verkleinert, woraufhin zunehmend professionelle Flohmarkthändler und weniger Privatverkäufer ihren Trödel anbieten.
Die Aufgabe des Vereins Karuna ist es, suchtgefährdeten und suchtkranken Kindern und Jugendlichen zu helfen. Hierzu hat der Verein auf dem Boxhagener Platz ein Café in einem Pavillon eingerichtet, in dem straffällig gewordene Jugendliche ihre Sozialstunden ableisten können.

## Soziale Konflikte

Boxhagener Platz vor der Walpurgisnacht, 2007

Einige Bürger kritisieren den Alkoholkonsum und freilaufende Hunde auf dem Platz. In der Walpurgisnacht kommt es hier des Öfteren zu Unruhen und Ausschreitungen mit der Polizei, die von zahlreichen Schaulustigen begleitet werden. 2007 wurden dabei 61 Personen festgenommen.
Im Sommer 2006 sorgte eine 12- bis 15-köpfige Gruppe mit Personen im Alter von 30 bis 45 Jahren – von der Bevölkerung „Stress-Brigade“ genannt – für Aufsehen, weil diese wiederholt gewalttätige Auseinandersetzungen provozierten und dabei exklusive Ansprüche auf den Platz erheben wollten.

## Geschichte des Viertels

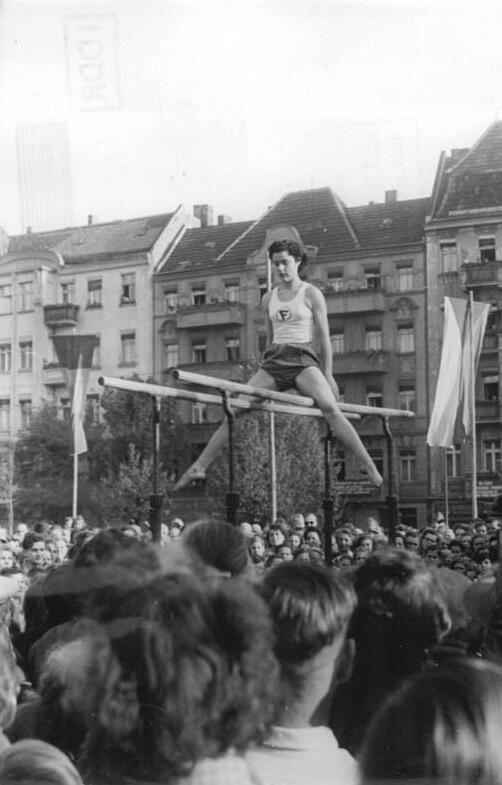
Turnvorführung am 1. Mai 1952

Mit der außerhalb entstehenden Industrie wurde das Gebiet zum Arbeiterviertel. Ausnahme bildete die um den Helenenhof angesiedelte genossenschaftliche Wohnanlage für Beamte und die bis 1914 für wohlhabendere Bürger eingerichtete Knorrpromenade. Während des Neuaufbaus der Nachkriegszeit und der DDR veränderte sich die Gegend im Gegensatz zu dem nördlich der Frankfurter Allee gelegenen Teil von Friedrichshain (Nordkiez) nur geringfügig. Nach der politischen Wende war die Gegend bis zur Räumung der Mainzer Straße im Jahr 1990 stark von Hausbesetzungen geprägt, wovon heute nur noch wenig zu sehen ist. Ein Relikt aus dieser Zeit ist das Hausprojekt in der Grünberger Straße 73, das direkt gegenüber dem Boxhagener Platz liegt und heute legalisiert ist. Die Bewohner des Kiezes um den Boxhagener Platz zeichnen sich heute durch unterschiedliche Lebensstile und Herkünfte aus.

## Quartiersmanagement
Zwischen der Frankfurter Allee und der Revaler Straße befand sich 1999–2005 das Quartiersmanagementgebiet Boxhagener Platz, um die Gegend als Wohn-, Arbeits- und Freizeitstandort attraktiver zu gestalten. Es ist östlich durch die Helmerding-, Holtei-, Weichsel-, Scharnweber- und Gürtelstraße und westlich durch die Niederbarnim-, Simon-Dach- und Libauer Straße begrenzt. Es zählt mit 75 Hektar und 18.500 Bewohnern zu den am dichtesten besiedelten Gebieten der Stadt. Eingerichtet wurde das Quartiersmanagement aufgrund des verstärkten Fortzugs von Familien mit Kindern und Erwerbstätigen. Das Quartiersmanagementbüro lag in der Krossener Straße 9/10. Während der Maßnahmen des Quartiersmanagementteams mit den Bewohnern sowie Anliegern und Gewerbetreibenden unterlag das Gebiet stark einem noch heute fortschreitenden Gentrifizierungsprozess. Mittlerweile sind die meisten Häuser saniert und die Gewerberäume vermietet.
Die Bevölkerungszahl ist währenddessen um elf Prozent gestiegen und bei Kindern unter sechs Jahren wurde ein Zuwachs von 15 % verzeichnet. Bewohnt wird das Gebiet heute überwiegend von Menschen im Alter zwischen 18 und 35 Jahren. Der Anteil ausländischer Bürger stieg seit 1999 um 60 %, davon 70 % aus Staaten außerhalb der EU. Der große Anteil kleiner Ein- bis Zwei-Zimmer-Wohnungen begründet die hohe Fluktuation der Einwohner.

## In Literatur und Film
Im Jahr 2004 erschienen der Roman Boxhagener Platz von Torsten Schulz und 2005 das entsprechende Hörspiel im Ullstein Verlag. Der Roman wurde mit Gudrun Ritter, Jürgen Vogel, Meret Becker, Horst Krause, Michael Gwisdek und Samuel Schneider unter der Regie von Matti Geschonneck verfilmt und hatte am 16. Februar 2010 auf der 60. Berlinale Premiere. Der Film spielt im Jahr 1968 am und um den Boxhagener Platz, wurde allerdings nicht am Originalschauplatz, sondern unter anderem in den Außenkulissen des Potsdamer Studio Babelsberg gedreht, da sich der Boxhagener Platz nach über 40 Jahren zu sehr verändert hatte.

## Filme
- Der Boxhagener Platz. Dokumentarfilm, Deutschland, 2008, 43:30 min, Buch und Regie: Eva Demmler, Produktion: rbb, Reihe: Berliner Ecken und Kanten, Filminformationen (Memento vom 12. Februar 2013 im Webarchiv archive.today) vom rbb.
- Boxhagener Platz. Spielfilm, Deutschland, 2010, 103 min, Regie: Matti Geschonneck, Drehbuch: Torsten Schulz.